# Sudd

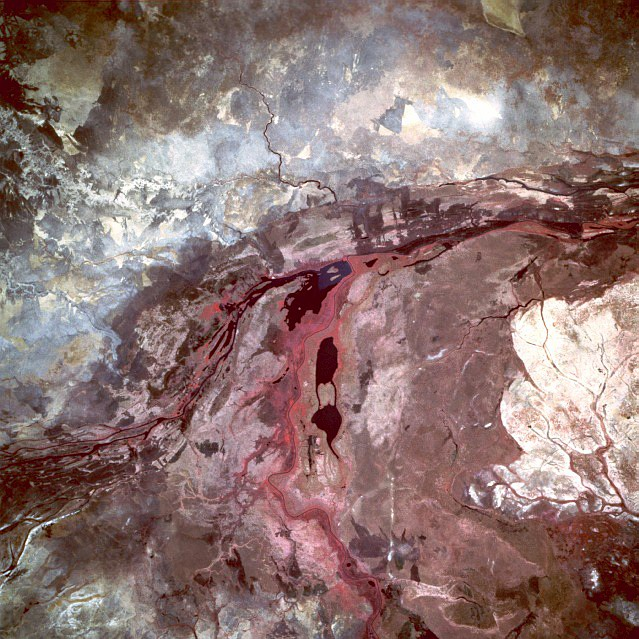
Đầm lầy Sudd nhìn từ không gian vào tháng 5 năm 1993. Ảnh được chụp vào thời kỳ khô hạn nhất của mùa mưa vào khoảng từ tháng 7 đến tháng 9.

Quang cảnh đầm lấy Sudd

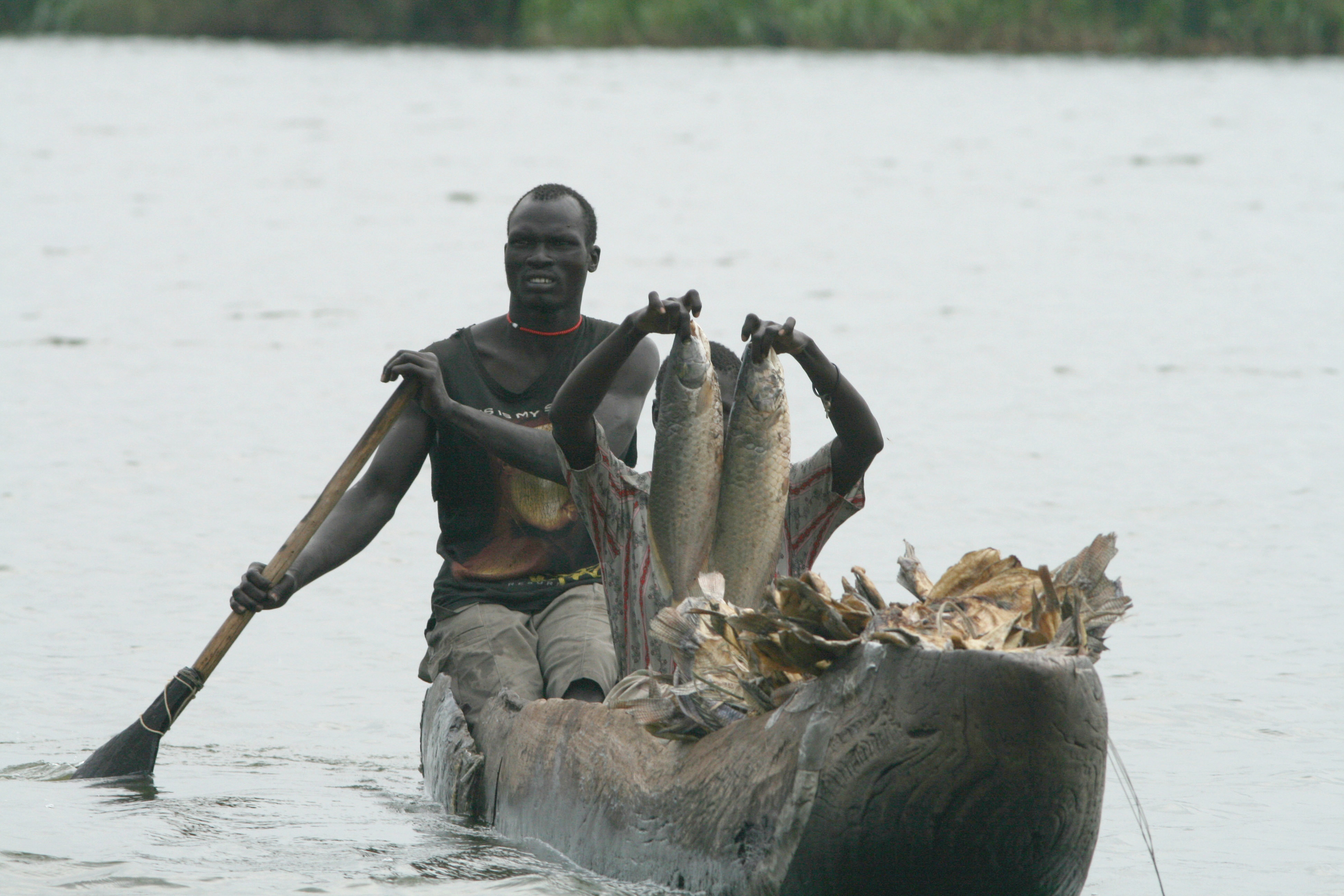
Đánh bắt cá ở đầm lầy Sudd

Sudd (Tiếng Ả Rập سد, sad, "hành rào"), cũng được gọi là Bahr al Jabal, As Sudd hoặc Al Sudd, là một vùng đầm lầy rộng lớn tại Nam Sudan, có thể xem là một đoạn sông Nin Trắng. Từ "sudd" bắt nguồn từ tiếng Ả Rập "sadd", có nghĩa là "chặn." vì những nỗ lực đi tìm thượng nguồn sông Nin của người Ai Cập và người La Mã cổ đại đều bị cản trở bởi vùng đầm lầy rộng lớn và khó định hướng này. Sudd là một trong những khu vực đầm lầy lớn nhất thế giới và khu vực đầm lầy nước ngọt lớn nhất lưu vực sông Nin.

## Vị trí
Sudd trải dài từ Mongalla đến ngay bên ngoài Sobat, là nơi hợp dòng với sông Nile trắng và thượng nguồn của Malakal cũng như về phía tây dọc theo Bahr el Ghazal. Vùng đồng bằng nội địa bằng phẳng và nông này nằm giữa 5,5 và 9,5 độ vĩ Bắc và bao gồm một khu vực 500 km từ phía nam đến phía bắc và 200 km từ phía đông đến phía tây, giữa Mongalla ở phía nam và Malakal ở phía bắc.
Kích cỡ của đầm lầy biến đổi mạnh, trung bình là hơn 30.000 km vuông. Trong mùa mưa có thể mở rộng đến 130.000 km², phụ thuộc vào lượng nước chảy vào, lượng nước chảy từ hồ Victoria là yếu tố kiểm soát chính của mực nước lũ và ngập úng trong khu vực. Một yếu tố thủy văn chính của khu vực Sudd là việc các con kênh uốn khúc, đầm phá, sậy và các cánh đồng cói đã làm mất một nửa lượng nước thông qua bốc hơi nước trong khi vùng đồng bằng ngập lũ một cách thường xuyên và theo mùa. Một chức năng quan trọng của khu vực, ngay cả khi chưa hoàn thành và không thuộc về chức năng, là kênh đào Jonglei, vốn được lên kế hoạch là một đường vòng để tránh Sudd đã làm tắng lượng nước bay hơi và làm tăng lượng nước chảy ra khỏi Sudd.
Từ năm 1961 đến 1963, một sự gia tăng đáng kể diện tích ngập nước đã xảy ra khi mức nước của hồ Victoria gia tăng và dòng chảy gia tăng theo. Tổng diện tích có liên quan đến lượng đoạn sông Bor từ Nin Albert và từ các cơn mưa to hoặc kênh rạch theo mùa có thể đã thêm một lượng đáng kể vào dòng chảy thượng nguồn của Sudd. Trong những năm 1960 khi hồ Victoria nhiều nước hơn, dòng chảy tại Mongalla đã tăng gần gấp đôi, dòng Malakal ở cuối phía bắc của vùng đầm lầy đã tăng 1,5 lần so với lưu lượng trung bình trước đó. Như một hệ quả của các dòng chảy lớn, khu vực đầm lầy và vùng đồng bằng ngập lũ thường xuyên theo mùa đã tăng 2,5 lần so với kích thước trước đây.